# Cicerostadion
Het Cicero Stadion is een multifunctioneel stadion in Asmara, Eritrea. Het stadion wordt vooral gebruikt voor voetbalwedstrijden. In het stadion kunnen 10.000 toeschouwers. De voetbalclubs Red Sea FC, Adulis Club, Hintsa FC en FC Edaga Hamus spelen in dit stadion hun thuiswedstrijden. Ook het nationale voetbalelftal van Eritrea maakt wel eens van dit stadion gebruikt voor internationale wedstrijden.

## Geschiedenis
Het stadion werd in 1938 gebouwd. Ten tijde van de bouw was Eritrea onderdeel van Italiaans-Oost-Afrika. Het stadion is vernoemd naar degene die het stadion liet bouwen, de Italiaanse zakenman Francesco Cicero. Op de Afrika Cup van 1968 werd er gebruik gemaakt van dit stadion. Er waren zes groepswedstrijden en 1 wedstrijd in de knock-outfase.
| № | Datum           | Wedstrijd                          | Uitslag | Afrika Cup 1968 |
| - | --------------- | ---------------------------------- | ------- | --------------- |
| 1 | 12 januari 1968 | Ghana – Senegal                    | 2 – 2   | Groepsfase      |
| 2 | 12 januari 1968 | Congo-Kinshasa – Congo-Brazzaville | 3 – 0   | Groepsfase      |
| 3 | 14 januari 1968 | Senegal – Congo-Brazzaville        | 2 – 1   | Groepsfase      |
| 4 | 14 januari 1968 | Ghana – Congo-Kinshasa             | 2 – 1   | Groepsfase      |
| 5 | 16 januari 1968 | Congo-Kinshasa – Senegal           | 2 – 1   | Groepsfase      |
| 6 | 16 januari 1968 | Ghana – Congo-Brazzaville          | 3 – 1   | Groepsfase      |
| 7 | 19 januari 1968 | Ghana – Ivoorkust                  | 4 – 3   | Halve finale    |